# Association of European Rarities Committees
L'Association of European Rarities Committees (AERC) è un coordinamento internazionale di comitati di ornitologia sia amatoriali che specialistici, dediti alla catalogazione delle specie ornitiche rare e alla loro mappatura geografica.

## Obbiettivi
L'associazione fu istituita nel 1993 a Helgoland, in Germania, con i seguenti obbiettivi:
- promuovere la fondazione di un comitato nazionale sulle specie rare di uccelli in tutti i Paesi europei;
- supportare le richieste di aiuto da parte dei comitati nazionale;
- attivare e manutenere un elenco europeo delle specie di uccelli;
- organizzare riunioni di delegati dei comitati nazionali a intervalli di circa due anni al fine di non perdere i contatti personali, mantenere lo scambio di informazioni e la cooperazione internazionale.

Fin dalla sua nascita, i membri dell'associazione condividono un sistema di classificazione internazionale delle specie rare e non residenti di un territorio, oggettivamente basato sulla frequenza delle segnalazioni di avvistamento, che alcuni Paesi già possedavano da un ventennio.

Tale sistema è alternativo rispetto al metodo proposto dagli ornitologi italiani Mauro Fasola e Pierandrea Brichetti nel 1984, e da allora utilizzato per la maggior parte dei casi italiani di fenologia registrati ufficialmente: nidificante, sedentaria, migratrice, svernante ed accidentale (di tipo regolare, irregolare e parziale).

## Membri
I membri si dedicano al censimento delle specie rare di uccelli presenti in una determinata area geografica. Gli avvistamenti sono talora oggetto di pubblicazione nelle riviste accademiche specialistiche e alimentano un registro comune che indica, luogo, data e circostanze dell'avvistamento.
I comitati possono essere presenti a livello nazionale e di specifiche aree geografiche, come negli Stati Uniti, o in una forma più capillare, come nel caso del Regno Unito, che possiede numerosi comitati ornitologici a livello di singola contea.
Nel mondo anglosassone, i comitati sono distinti in due tipologie: records committee, che registrano ogni singolo avvistamento di un esemplare in un determinato territorio; list committee che presentano i dati in forma più aggregata, limitandosi a registrare la presenza di uno o più esemplari di una data specie in un'area geografica e in un arco temporale di riferimento.
Di seguito si riporta l'elenco deim mebri dell'associazione:
- Avifaunistische Kommission (Austria)
- Belarus Ornitho-Faunistic Commission (Bielorussia)
- Commission d'Homologation (Belgio - Vallonia) e il Belgische Avifaunistische Homologatiecommissie (Belgio - Fiandre)
- BUNARCO e la Bulgarian Society for the protection of Birds (Bulgaria)
- Cyprus Rarities Committee (Cipro)
- Czech Faunistic Committee (Repubblica Ceca)
- Sjaldenhedsudvalget (Danimarca)
- Eesti Linnuharulduste Komisjon (Estonia)
- Suomen Lintutieteellisen Yhdistyksen Rariteettikomitea (Finlandia)
- Comite d'Homologation National e la Commission de l'Avifaune Française (Francia)
- Deutsche Seltenheitenkommission (Germania)
- British Birds Rarities Committee e il British Ornithologists' Union Records Committee (Gran Bretagna)
- George Handrinos (Grecia)
- Hungarian Rarities Committee (Ungheria)
- Flækingsfuglanefndin (Islanda)
- Irish Rare Birds Committee[4] (Irlanda)
- Comitato di Omologazione Italiano (Italia)
- Latvijas Ornithofaunistikas Komisijas (Lettonia)
- Lithuanian Raritie Commitie (Lietuvos ornitofaunistinė komisija) (Lituania)
- Luxemburger Homologations-Kommission (Lussemburgo)
- Birdlife Malta (Malta)
- Commissie Dwaalgasten Nedelerlandse Avifauna (Paesi Bassi)
- Norsk Sjeldenhetskomite for Fugle (Norvegia)
- Komisja Faunistyczna (Polonia)
- Comité Português de Raridades (Portogallo)
- Societatea Ornitologica Româna (Romania)
- Slovenska Ornithologicka Spolocnost (Slovacchia)
- Bird Watching & Bird Study Association of Slovenia (Slovenia)
- Comite de Rarezas de SEO (Spagna)
- Sveriges Ornitologiska Förenings Raritetskommitte (Svezia)
- Schweizerische Avifaunistische Kommission e Swiss Rarities Committee[5] (Svizzera)
- Ukrainian Avifaunistic Commission (Ucraina)